# Deutschlandhalle
Deutschlandhalle var en arena i Berlin, Tyskland.
Arenaen blev bygget til Sommer-OL 1936 og blev indviet af Adolf Hitler i 1935. Den blev anvendt til de olympiske konkurrencer i boksning, vægtløftning og wrestling. Da Deutschlandhalle blev voldsomt beskadiget ved luftangrebene under 2. verdenskrig, blev den genopbygget efter krigen, hvor areanaen fungerede som Vestberlins førende arena. 
Efter krigen blev Deutschlandhalle anvendt den bl.a. til ishockey, men har også flere gange dannet rammen om flere mesterskaber i basketball, ligesom World Amateur Boxing Championships i 1995 blev afholdt i hallen. Derudover blev arenaen anvendt til mange koncerter. Blandt de navne, der har gæstet Deutschlandhalle Ella Fitzgerald,  Cher, Jerry Lee Lewis, The Rolling Stones, Led Zeppelin, The Who, Queen og Jimi Hendrix. 
Efter Tysklands genforening i 1990 blev Deutschlandhalles rolle som Berlins primære arena dog blevet udfordret af Max-Schmeling-Halle, O2 World og Velodrom, og i 2008 offentliggjorde Berlins senat, at arenaen skulle nedrives, hvilket den blev i december 2011.